# Chambardia rubens
Chambardia rubens е вид мида от семейство Iridinidae. Видът не е застрашен от изчезване.

## Разпространение и местообитание
Разпространен е в Бенин, Буркина Фасо, Гамбия, Гана, Гвинея, Египет, Етиопия, Камерун, Кения, Кот д'Ивоар, Мавритания, Мали, Нигер, Нигерия, Сенегал, Танзания, Того, Уганда, Централноафриканска република, Чад и Южен Судан.
Обитава сладководни басейни и реки.